# Zomby y el gato
Zomby y el gato es una serie de historietas creada en 1990 por el autor español Raf, con guiones de Antoni Guiral para la revista "Creepy". Se trata de una parodia del género de terror.

## Argumento y personajes
La serie está protagonizada por un zombi inexplicablemente obeso y un cínico gato parlante. El protagonista rara vez ataca a la gente (y cuando lo hace no le suelen tomar en serio) por lo que prefiere dar paseos nocturnos por su lúgubre cementerio, donde intenta ligar sin éxito con vampiresas y mujeres zombis o socializar con otros personajes terroríficos como Drácula, Freddy Krueger o Leatherface, además de otras actividades macabras como columpiar a un suicida colgado de una farola o recomponer cadáveres despedazados (lo que para él es hacer puzzles)

## Trayectoria editorial
Las historietas se publicaron de 1990 a 1992 en la revista "Creepy". En total son 15 historietas de una página.